# TV-Anytime
TV-Anytime è uno standard tecnologico aperto per l'elaborazione e la trasmissione dei metadati in reti televisive digitali e per la registrazione automatica di programmi televisivi, ad esempio, su un registratore video digitale (PDR).
Oltre alla corretta ortografia di TV-Anytime (con un trattino) a volte viene scritto come "TV Anytime", "TV_Anytime"  o abbreviato in "TVA". L'elemento centrale delle norme TVA è il cosiddetto identificatore del contenuto, il CRID (RFC 4078).

## Principio di funzionamento
Un CRID, che può ad esempio essere rappresentato come un link nella
guida elettronica ai programmi (EPG), viene scelto dallo spettatore.
Infine viene iniziato nel PDR il processo di risoluzione del contenuto,
il "Content Resolution Process", alla cui fine viene emesso un
"Locator" il quale contiene i dati per la programmazione di un timer per
la registrazione. Questa rappresentazione è molto semplificata e si
riferisce solo al caso semplice di un „Programme CRID“.